# Cerkașceanî, Mirhorod
Cerkașceanî (în ucraineană Черкащани) este localitatea de reședință a comunei Cerkașceanî din raionul Mirhorod, regiunea Poltava, Ucraina.

## Demografie
Componența lingvistică a localității Cerkașceanî
     Ucraineană (99,43%)
     Alte limbi (0,57%)
Conform recensământului din 2001, majoritatea populației localității Cerkașceanî era vorbitoare de ucraineană (99,43%), existând în minoritate și vorbitori de alte limbi.